# تاداتوشی ماسودا
تاداتوشی ماسودا (به انگلیسی: Tadatoshi Masuda) بازیکن فوتبال اهل ژاپن و عضو تیم ملی فوتبال ژاپن است که در تاریخ ۱۵ سپتامبر ۱۹۹۸ میلادی اولین بازی ملی‌اش را انجام داد. او در ۱ بازی ملی حضور داشت و آخرین بازی ملی خود را در تاریخ ۱۵ فوریه ۱۹۹۸ میلادی انجام داد. تاداتوشی ماسودا در بازی‌های ملی‌اش
گلی به ثمر نرساند.